# Henry Desmarest
Pour les articles homonymes, voir Desmarest.
Henry Desmarest, né en février 1661 à Paris et mort le 7 septembre 1741 à Lunéville, est un musicien et compositeur français de la période baroque.
Talentueux et précoce, promis à une brillante carrière au service de Louis XIV, son destin fut bouleversé par un fait divers le contraignant à l'exil. Dans le paysage musical français de l'époque, sa musique se distingue particulièrement par les multiples influences étrangères que ses pérégrinations à travers l'Europe ont permises. La sensibilité et la virtuosité de ses œuvres en font un des compositeurs les plus remarquables de sa génération.

## Naissance et formation
Henri Desmarest est né dans une modeste famille parisienne : son père, Hugues, était huissier au Châtelet ; sa mère, Madeleine Desmarest née Frottier, était issue d'une famille bourgeoise. Son enfance de Desmarest fut marquée par la disparition de son père en 1668 (le laissant fils unique), le remariage de sa mère en 1670, suivi de la mort de son beau-père.
Après avoir chanté dans le chœur de Saint-Germain l'Auxerrois, il entra, en 1674, au service de Louis XIV comme page de la Chapelle royale. Il y apprit la musique, pour laquelle il était très doué, sous la direction de Pierre Robert et Henry Du Mont. Il bénéficia également de l'enseignement de Jean-Baptiste Lully, et chanta dans les chœurs des tragédies lyriques composées par ce dernier.

## Cour de Louis XIV
Il n'a que 17 ans quand il compose son premier grand motet, le Te Deum dit « de Paris ».
Deux ans plus tard, il devint « ordinaire de la musique du roi ». Le ballet qu'il composa en août 1682 en l'honneur de la naissance du duc de Bourgogne, fils aîné du Dauphin, obtint la faveur de la cour et, l'année suivante, il concourut au poste de sous-maître de la Chapelle Royale. Quatre places sont à pourvoir. Il a alors 22 ans. Bien qu'il eût passé avec succès une première sélection de ce concours de Versailles, son jeune âge joua en sa défaveur, Louis XIV préférant retenir des musiciens plus expérimentés et plus à même d’asseoir leur autorité.
Après la compétition, Desmarest demanda au roi la permission de se rendre en Italie afin de compléter ses études auprès de compositeurs italiens. Malheureusement, Lully objecta que Desmarest, qui faisait preuve de beaucoup de talent dans le style français naissant, risquait de subir l'influence du style italien. Le roi fut sensible à cet argument, et interdit à Desmarest de passer les Alpes.
Desmarest se maria en 1689 et une fille naquit de ce premier mariage. Pendant cette période, Desmarest composa secrètement plusieurs motets pour le compte de l'abbé Goupillet, un des sous-maîtres nouvellement nommés de la Chapelle royale. Celui-ci, vraisemblablement dépassé par sa charge, fit donc appel à Desmarest -moyennant rétribution- comme « nègre de composition ». Cependant, Goupillet ayant l'impudence de ne plus payer Desmarest, ce dernier éventa la supercherie. L'abbé fut renvoyé, mais Desmarest ne fut pas pour autant récompensé, le roi préférant attribuer à de Lalande le poste à nouveau vacant.
Sa première épouse, Élisabeth, mourut en 1696 et cet accident scella le destin du musicien : l'année suivante, il échangeait avec Marie-Marguerite de Saint-Gobert, une jeune fille noble de 19 ans, une promesse de mariage dont le père, médecin de Gaston d'Orléans, ne voulut pas entendre parler. Néanmoins, le couple eut un enfant et M. de Saint-Gobert entama une action judiciaire contre Henry Desmarest pour séduction et rapt. Le procès, ouvert en 1699, se termina par la condamnation de Desmarest : le couple s'enfuit à Bruxelles pour échapper à la justice française. Il y fit baptiser une fille, Maximilienne-Olympie, dont la marraine fut Olympe Mancini, comtesse de Soissons et le parrain Maximilien-Emmanuel de Bavière, gouverneur des Pays-Bas espagnols.
Le 28 mai 1700, Desmarest, est condamné par contumace, à être pendu en effigie en place de Grève. Il ne pouvait plus être question de retourner en France, mais il obtint un poste en Espagne sous la protection de Philippe V (le propre petit-fils de Louis XIV). Le mariage fut validé en 1702, mais dès 1703 les musiciens français furent renvoyés de la cour d'Espagne, remplacés par une troupe de musiciens italiens.
Desmarest composa surtout pour la scène, notamment dans les genres mis au point par Lully : tragédies lyriques (Didon, Circé, Théagène et Chariclée (en), Iphigénie en Tauride, Renaud ou la suite d'Armide), opéras-ballets (Les Amours de Momus, Les Fêtes galantes), pastorales héroïques (Diane et Endymion), divertissements, cantates, etc.

## Cour du duc de Lorraine

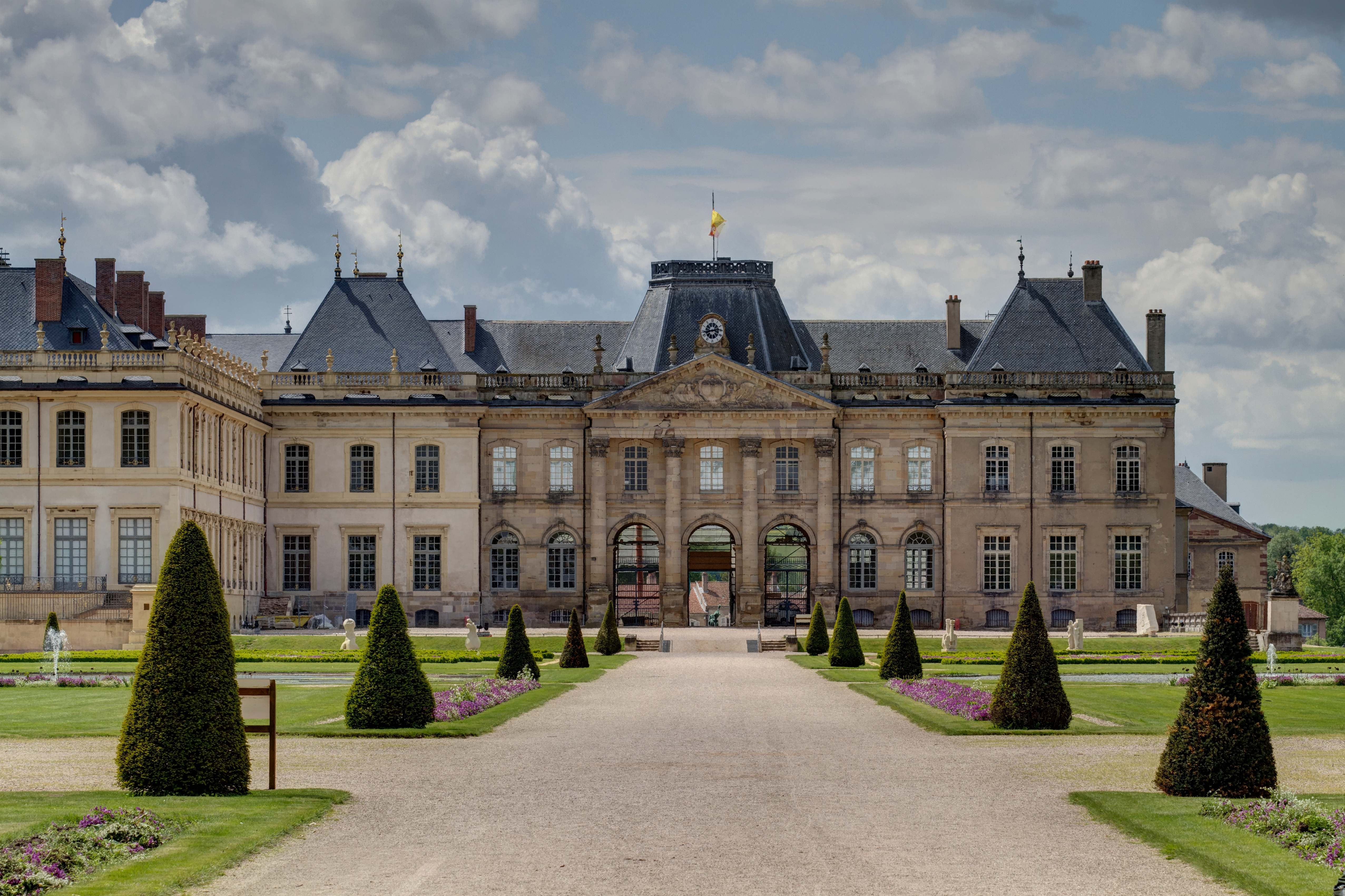
Château de Lunéville

Sur recommandation d'un ami, Desmarest trouva, en 1707, une place de surintendant de la musique à la cour du duc Léopold Ier de Lorraine à Nancy, en Lorraine qui, à l'époque était un État souverain, où devait se dérouler le reste de sa carrière et de sa vie, ponctuée par la naissance de plusieurs enfants dont la plupart moururent en bas âge.
Si le XVIIIe siècle fut une époque particulièrement faste pour l'histoire du théâtre en France, au début du règne de Léopold, il n’y avait ni salle de spectacle, ni artistes de métier, attachés à la cour : une scène provisoire était installée à chaque représentation. Le duc, qui aimait profondément le faste de Versailles, décida peu après l’arrivée de Henry Desmarest de construire à côté du palais de Nancy une salle d’Opéra, inaugurée le 9 novembre 1709, avec comme spectacle Le Temple d’Astrée. Jean-François Nicolas mentionna dans son Journal que la salle de la Comédie étant entièrement achevée, S.A.R. Madame vint à Nancy le 9 novembre pour en voir jouer toutes les machines. La construction fut confiée à l’architecte bolonais Francesco Galli da Bibiena. Lorsque Germain Boffrand dessina les plans du château de Lunéville, aucune salle de spectacle n’avait été prévue, et il faudra attendre 1733, pour que la régente fasse édifier une « salle de comédie », dans le prolongement des appartements ducaux, au sud-est du château. Elle y fit transporter dès 1735 une partie des décors de l’Opéra de Nancy réalisés par Galli. Étant réservée à l’usage exclusif de la cour, elle fut édifiée dans la continuité du château et reliée par une galerie aux appartements réservés à la famille ducale. Avant la construction de ce premier théâtre, les représentations théâtrales avaient lieu sur une scène démontable installée dans les jardins.
Des troupes de passage venaient jouer de temps à autre, surtout pendant la période de Carnaval, et bien souvent c’était les élèves du collège des Jésuites de Nancy, et ceux de l’Université de Pont-à-Mousson, qui montaient eux-mêmes des pièces. Cependant, étant donné que la cour de Lorraine n’avait pas d’artiste attitré, Desmarest dut faire face à des problèmes d’effectifs, et lors de son opéra Vénus et Adonis, le maître de ballet le chorégraphia et y participa. Il n’était pas rare que les danseurs et le corps du ballet fussent recrutés dans l’entourage de la famille ducale : les pages, les filles d’honneurs, les enfants du couple, le duc Léopold et la duchesse tant que son âge et sa santé le lui permirent, dirigés par Claude-Marc Magny, homme de chambre du duc et maître de danse à la cour. Il n’était en effet pas rare que la duchesse participât aux manifestations. L’opéra Marthésie, première reine des amazones, créé à Fontainebleau le 11 octobre 1699, fut représenté à la cour du duc de Lorraine à Nancy, durant le carnaval de 1700, par les seigneurs et dames de la cour, dont la duchesse Élisabeth-Charlotte. Il s’agissait d’une tragédie en cinq actes et d’un prologue sur un livret d’Antoine Houdar de La Motte, composée par André Cardinal Destouches. Désormais, les rôles chantés furent confiés à des professionnels, alors que les pages et courtisans ne paraissaient que dans les entrées de ballets.
Lorsque Desmarest arriva en Lorraine en avril 1707, il s’agissait d’un « pays d’expression française, ouvert à tous les courants artistiques ». Sa réputation l’ayant précédé, le couple ducal l’accueillit à la cour, où la duchesse, qui avait écouté ses œuvres à la chapelle de Versailles ou à l’opéra, lui confia la mission de rassembler et de diriger un corps de musique. Il fut aussi engagé afin d’enseigner la musique aux enfants du couple ducal : la princesse Gabrielle joua du clavecin devant la cour de Lunéville lors de sa fête le 24 mars 1711. La Lorraine était, sous le règne de Léopold (1698-1729), un des États du Saint-Empire et les lois françaises ne pouvaient plus le frapper à la suite du procès d’enlèvement et il n'était donc plus menacé. Desmarest composa, en Lorraine, pour la chapelle ducale un grand motet avec chœurs, le psaume CX, Confitebor tibi, les grands motets sur les psaumes Lauda Jérusalem. Le 25 août 1707, il réalisa pour la fête du prince Louis une « comédie nouvelle » et « une introduction en musique de voix et d’instruments à un ballet où Madame a dansé et Madame la princesse », puis le 15 novembre suivant, Desmarest monta à Lunéville l’opéra Vénus et Adonis. Aussitôt après, l’opéra Thésée de Lully fut mis en place, les décors furent réalisés par Bibiena et Barilli tandis que les musiciens, chanteurs, la duchesse et ses enfants travaillaient les scènes et les danses, pour la représentation du 5 février 1708 à Lunéville. De 1708 à 1710, il composa de nombreuses pièces, connues grâce au livret édité pour l’occasion à Lunéville par le libraire Bouchard. Que ce soit des opéras de Lully (Le bourgeois gentilhomme, Amadis de Gaule, La pastorale, Les festes de l’Amour et de Bacchus, Armide) ou des compositions de Desmarest (Le temple d’Astrée, Diane et Endymion), ces représentations remportèrent un vif succès.
De 1707 à 1711, Desmarest, Royer de Marainville, surintendant des Plaisirs, et le danseur Magny montèrent une quantité de grandes pièces de Lully, sûrement sous l’impulsion de la duchesse Élisabeth-Charlotte qui appréciait ces deux arts : danse et théâtre, et « voulut peut-être faire revivre en Lorraine des œuvres qu’elle avait appréciées et aimées en France », à moins que ce ne soit Desmarest qui fit ce choix, de par l’admiration qu’il vouait à Lully.

## Fin de vie
Malgré ce poste à la cour du duc de Lorraine, qui fit de lui un personnage de premier plan, il ne cessa de réclamer, depuis la Lorraine, le pardon de Louis XIV, qui le lui refusa.
Cela arriva pourtant, cinq ans après la mort du roi, par lettres patentes de  1720, confirmées l'année suivante par le Parlement de Paris, qui levèrent toutes les condamnations. Un contrat de mariage fut enfin conclu : le mari avait 60 ans.
Ce ne fut qu'en 1720 que le Régent lui accorda le pardon et que les autorités ecclésiastiques confirmèrent la validité du mariage de Desmarest et de Marie-Marguerite. Le musicien tenta alors un retour en grâce à la cour du roi de France, en lui dédiant notamment un de ses opéras Renaud ou la suite d’Armide. En 1726, après la mort de Michel-Richard de Lalande, un poste vacant de quartier de sous-maître de la chapelle-musique du roi ne fut pas attribué à Desmarest, et ce dernier regagna ainsi la Lorraine.
En 1727, il reprit son service auprès du couple ducal vieillissant, et le nombre de musiciens avait diminué, passant de 38 en 1707 à 19 en 1727. Desmarest conserva son titre de surintendant de la musique, lorsque François III arriva au pouvoir, mais la direction de l’orchestre fut confiée à Bonaventure Gille, le 20 juillet 1730. En 1737, alors âgé de 76 ans, il n'entra pas au service de Stanislas, roi de Pologne déchu, lorsque celui-ci devint le nouveau duc de Lorraine.
Il fut veuf une seconde fois, son épouse étant morte en 1727, soit 14 ans avant lui.

## Œuvres
Une part importante de l’œuvre de Henry Desmarest a été perdue. Dans certains cas, seul le livret a pu être conservé.

### Musique religieuse
- Messe à 2 chœurs et 2 orchestres (avant 1704).
- Te Deum dit « de Paris » (1687) pour 5 voix (en 3 chœurs), 5 instr. et b.c.
- Te Deum dit « de Lyon » (après 1707) pour solistes (5), chœur (4 voix), instr. et b.c.
- Hymne sur la grandeur de Dieu
- De profundis, psaume CXXIX
- Veni Creator, hymne, solistes (5), chœur et orchestre
- Cum invocarem, psaume IV
- Deus in adjutorium, psaume LXIX
- Domini est terra, psaume XXIII
- Quemadmodum desiderat, psaume XLI
- Beati omnes, psaume CXXVII
- Nisi Dominus, psaume CXXVI
- Exaudiat te Dominus, psaume XIX
- Contifebimur tibi, psaume LXXIV
- Grands motets lorrains :
- Usque quo Domine (psaume XII), (1708) (2 versions)
- Lauda Jerusalem Dominum (psaume CXLVII) 1713,
- Domine ne in furore (psaume VI) 1713,
- Confitebor tibi Domine (psaume CX) 1707,
- Dominus regnavit (psaume XCVI)
- Beati quorum remissae sunt, psaume XXXI (perdu).
- Adorate eum omnes angeli ejus, (court motet)

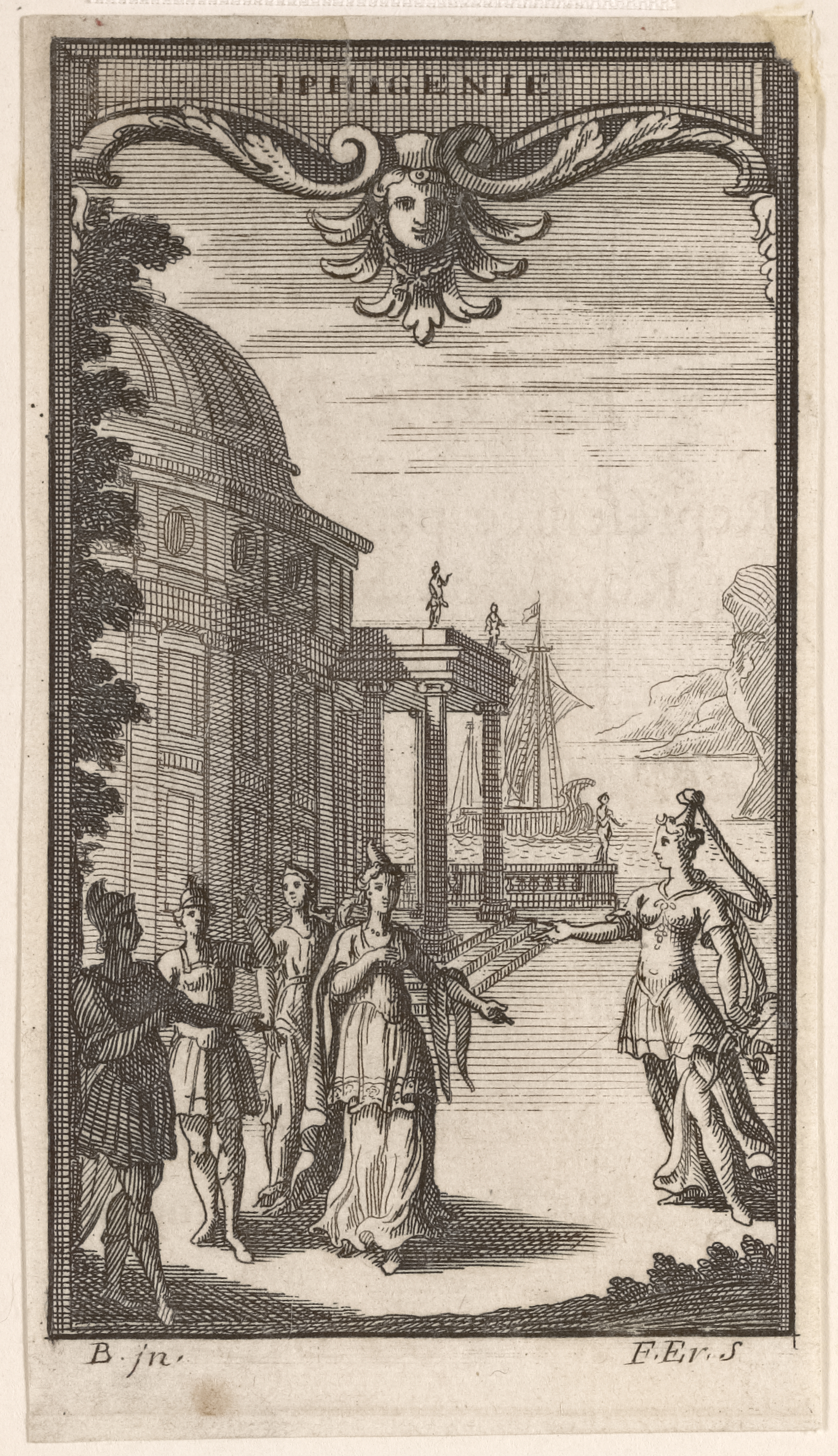
Iphigénie en Tauride. Scène de l'acte III

### Musique profane
- Marche lorraine 1708
- Idylle sur la naissance du duc de Bourgogne, 1682 (divertissement ; perdu)
- Endymion, Versailles, février-mars 1686 (tragédie ; perdue)
- La Diane de Fontainebleau, Fontainebleau, 2 novembre 1686 (divertissement ; Antoine Maurel)
- Didon, Paris, Académie royale de musique, 5 juin 1693 (tragédie ; Louise-Geneviève Gillot de Saintonge)
- Circé, Paris, Académie royale de musique, 1er octobre 1694 (tragédie ; Joseph-François Duché de Vancy)
- Théagène et Chariclée (en), Paris, Académie royale de musique, 12 avril 1695 (tragédie ; Joseph-François Duché de Vancy)
- Les Amours de Momus, Paris, Académie royale de musique, 25 mai 1695 (opéra-ballet ; Joseph-François Duché de Vancy)
- Vénus et Adonis, Paris, Académie royale de musique, juillet 1697 (tragédie ; Jean-Baptiste Rousseau)
- Les Fêtes galantes, Paris, Académie royale de musique, 10 mai 1698 (opéra-ballet ; Joseph-François Duché de Vancy)
- Divertissement représenté à Barcelone au mariage de Leurs Majestés Catholiques, octobre 1701 (Louise-Geneviève Gillot de Saintonge)
- Idylle pour la fête du roi d'Espagne (musique perdue)
- Idylle sur le retour du roi d'Espagne à Madrid (musique perdue)
- Iphigénie en Tauride, Paris, Académie royale de musique, 6 mai 1704 (tragédie ; Joseph-François Duché de Vancy ; achevée par Antoine Danchet pour le livret et André Campra pour la musique)
- Le Temple d'Astrée, Nancy, 9 novembre 1709 (divertissement ; Claude-Marc Magny ; perdu)
- Diane et Endymion, Nancy, janvier 1711 (pastorale héroïque ; Louise-Geneviève Gillot de Saintonge ; musique perdue)
- Divertissement pour l'électeur de Bavière, Namur, 1712 (perdu)
- Divertissement pour la fête du duc de Lorraine, Lunéville, 15 novembre 1717 (musique perdue)
- Renaud, ou la Suite d'Armide, 5 mars 1722 (tragédie ; Simon-Joseph Pellegrin)
- 9 Airs sérieux et à boire : Réveillez vous, méchants buveurs, Assis à l’ombre d’une treille, Lorsque de mille objets faiblement amoureux, Je suis partisan de l’automne, L’estomac embrasé d’une cruelle flame, Pour vous faire écouter des eaux et des zéphyrs, Je suis absent de vous, Je préfère le dieu du vin, Dieu d’amour, témoin de mes peines.

L'édition critique de l'œuvre d'Henry Desmarest est publiée par le Centre de musique baroque de Versailles, collection Monumentales.

## Enregistrements
- Edward Higginbottom / Choir of New College, Oxford / Ensemble Fiori Musicali, Deux grands motets Lorrains, Domine, Ne in furor - Confitebor Tibi et Guy Cornut / Ensembles Vox et Instrumental de Lyon, Mystères de notre Seigneur Jésus Christ (enregistrement de 1976) LP Erato report CD, 1995.
- Christopher Jackson / Les Violons du Roy, Marche lorraine, (Quatre Motets Lorrains), Domine ne in furore, Usquequo Domine, Confitebor Tibi Domine, Lauda Jérusalem. 2 CD K 617, 1995.
- Hugo Reyne / La Simphonie du Marais, La Diane de Fontainebleau, opéra CD Virgin classics, 1998.
- Olivier Schneebeli / Les Pages & Chantres de la Chapelle, orchestre Nova Stravaganza, Messe à deux chœurs et deux orchestres, Frédéric Desenclos, organiste. CD Virgin veritas, 2000.
- William Christie / Les Arts Florissants, Grands Motets Lorrains : Usquequo Domine / Lauda Jerusalem / Domine ne in furore CD Erato, 2000.
- Anne-Catherine Bucher / Le Concert Lorrain, Les louanges de Dieu CD K 617, 2002.
- Hervé Niquet / Le Concert Spirituel, Grands motets vol. I : Te Deum (de Paris) / Dominus regnavit CD Glossa, 2003.
- Hervé Niquet / Le Concert Spirituel, Grands motets vol. II : De profundis / Veni Creator / Cum Invocarem (Glossa - la mention « volume II » ne figure pas sur la couverture) CD Glossa, 2005.
- Christophe Rousset / Les Talens Lyriques, Vénus & Adonis, Tragédie lyrique, enregistrement Live, avril mai 2006 2 CD ambroisie, 2007.
- Jordi Savall / La Capella Reial de Catalunya, le Concert des Nations, In Excelsis Deo : Messe à deux chœurs et deux orchestres, CD AliaVox, 2016.
- Sébastien d’Hérin / Les Nouveaux Caractères, Circé, tragédie, Véronique Gens (Circé), 2 CD CVS 2023.
- Paul O’Dette, Stephen Stubbs / Boston Early Music Festival Orchestra & Chorus, Circè, tragédie, Lucile Richardot (Circé), 3 CD CPO 2023.
- Louis-Noël Bestion de Camboulas / Ensemble les Surprises, Te Deum « de Lyon » de Henry  Desmarest, Te Deum H.146, de Marc-Antoine Charpentier. CD Alpha 2024. Choc de Classica.
- Hervé Niquet / Le Concert spirituel, Iphigénie en Tauride de Henry Desmarest et André Campra. 2 CD Alpha 2024. Diapason d’or